# Egon Neumann
Egon Neumann (* 21. Juli 1894 in Mödling, Österreich-Ungarn; † 1948 in Mexiko-Stadt, Suizid) war ein österreichischer Komponist und Kapellmeister.

## Leben
Neumann, dessen Vater Rechtsanwalt war, studierte ab 1913 Musikwissenschaft an der Universität Wien bei Guido Adler (Dr. phil. 1919), arbeitet dann 1920 als Kapellmeister im Mährisch Ostrau, 1921 am Neuen Operettenhaus Berlin, 1922 am Central Theater Berlin und war Komponist der Unterhaltungsbranche. Von 1920-1928 am Bürgertheater als Kapellmeister, wo er die Uraufführung seiner Operette Donauweibchen leitete. Später war der Wohnort Berlin, 1932–1934 wieder in Wien, dann in Paris. 
Im September 1939 wurde Neumann in Paris interniert und anschließend in das Internierungslager Meslay-du-Maine transferiert. Dort gab es trotz der prekären Lebensverhältnisse ein umfangreiches Kulturleben, das von den Lagerinsassen selbst gestaltet wurde. Die von ihm, Karl Farkas und Karl Schlick für die Silvesternacht 1939/1940 organisierten Revue Meslay lacht wieder war nach Peschanski die „spektakulärste kulturelle Veranstaltung“, die in diesem Lager stattgefunden hatte.
Wie Neumann aus dem im Mai 1940 geschlossenen Lager frei kam, ist nicht überliefert. Er emigrierte vermutlich 1940 oder kurz danach über Großbritannien nach Mexiko. Der Diplomat Gilberto Bosques  half im dabei. In Mexiko fungierte Neumann bis zu dessen Auflösung 1946 als Pianist und Komponist im Heinrich Heine Klub und inszenierte gemeinsam mit Hugo Wiener und Cissy Kraner eine gemeinsame Revue.
Wie Marcel Rubin war er aktives Mitglied der ARAM (Acción Republikana Austriaca de Méxiko), einer unabhängigen Bewegung von Auslandsösterreichern.